# Ламбух
Ламбу́х (болг. Ламбух) — село в Хасковській області Болгарії. Входить до складу общини Івайловград.

## Населення
За даними перепису населення 2011 року у селі проживали 26 осіб.
Національний склад населення села:
| Національність   | Кількість осіб | Відсоток |
| ---------------- | -------------- | -------- |
| болгари          | 22             | 84,6%    |
| турки            | 4              | 15,4%    |
| цигани           | 0              | 0%       |
| інша             | 0              | 0%       |
| не визначились   | 0              | 0%       |
| Всього відповіли | 26             |          |

Розподіл населення за віком у 2011 році:
Динаміка населення: